# Saint-Laurent-Chabreuges
Saint-Laurent-Chabreuges – miejscowość i gmina we Francji, w regionie Owernia-Rodan-Alpy, w departamencie Górna Loara.
Według danych na rok 1990 gminę zamieszkiwało 271 osób, a gęstość zaludnienia wynosiła 33 osoby/km² (wśród 1310 gmin Owernii Saint-Laurent-Chabreuges plasuje się na 583. miejscu pod względem liczby ludności, natomiast pod względem powierzchni na miejscu 884.).